# ロベール・ヴァサイジュ
ロベール・ヴァサイジュ（Robert Waseige、1939年8月26日 - 2019年7月17日）は、ベルギーの元サッカー選手、指導者。ポジションはディフェンダー。

## 来歴
1999年にベルギー代表監督に就任。自国開催のUEFA EURO 2000、2002 FIFAワールドカップで指揮を執った。